# Мега логотет
Велики логотет (грч. μέγας λογοθέτης, mégas logotétes) био је врховни надзорник цивилне управе у Византији од краја 12. века до пада Царства 1453. Његова функција била је слична функцији данашњег премијера.

## Функција
Византијска државна управа, успостављена за време тематског система (610—1081), темељно је реформисана за владе Алексија Комнина (1081—1118). Централна државна администрација, којој је до тада на челу стајао логотет дрома, прешла је у Алексијево време под управу логотета финансија (грч. λογοθέτης τῶν σεκρέτων, logothetēs tōn sekretōn — дословно логотет фискалних одељења). Логотет секрета био је врховни надзорник над свим цивилним надлештвима (одељењима управе), а крајем 12. века добија назив великог логотета. Тако је велики логотет (грч. μέγας λογοθέτης, mégas logotétes) имао положај и функцију првог министра Царства све до краја византијске државе.